# 千客万来 (ラジオ番組)
千客万来（せんきゃくばんらい）は、全国の一部のAM放送局で放送されている綜合放送制作のラジオ番組である。
各地方局によって番組タイトルが異なる。なお、2021年10月現在、当タイトルで放送している局はない。
毎回様々な分野のゲストを迎えてトークを展開する番組である。

## パーソナリティ
- さいたまんぞう（1991年10月 - 2000年9月）
- 春風亭昇太（2000年10月 - ）
- 林家正蔵（ - 2007年6月、『林家正蔵の“会ったとたんにお友達”』）
  - 谷本知美（不定期出演、同上）
- 東海林のり子（2007年5月（RNCは7月） - 2007年9月）
- 中島啓江（2007年10月 - 2012年3月）
- 渡辺真知子（2012年4月 - 2015年）

## 現在の番組タイトル・放送局
渡辺真知子 恋の予感?
- 山陽放送: 日曜20:30-21:00

渡辺真知子”ドーンとようこそ″
- 青森放送: 木曜11:15-11:25（2013年10月-）

2012年4月現在。
中島啓江“ドーンとようこそ!”
- 青森放送: 日曜 17:00 - 17:30
林家正蔵時代と中島啓江の担当初期は日曜8:00 - 8:30で「千客万来」として放送していた。
- 新潟放送: 日曜 16:25 - 17:25
- 岐阜放送: 火曜 - 金曜 18:20 - 18:30

にっぽん全国人間ネットワーク
- 福井放送: 日曜 12:10 - 13:00

熱中派人生ここにあり
- 四国放送: 日曜 5:00 - 5:30

渡辺真知子“ドーンとようこそ!”
- 西日本放送: 月曜 - 金曜 16:30 - 16:40

## 過去の番組タイトル・放送局
中島啓江“ドーンとようこそ!”
- 秋田放送：火曜 - 金曜 18:20 - 18:30
- 山形放送：月曜 - 木曜 12:40 - 13:00
「にっぽん全国・人間ネットワーク」として放送していた時期もあった。
- 北陸放送：月曜 - 金曜 15:00 - 15:10
- 静岡放送：日曜 20:00 - 20:55
- 山陰放送：日曜 8:40 - 9:00
- 大分放送：土曜 18:20 - 19:00

中島啓江の千客万来
- 北日本放送：土曜 17:15 - 17:30
- 山陽放送：土曜 7:30 - 7:50

林家正蔵の“千客万来”
- IBC岩手放送
- 栃木放送
- 信越放送

にっぽん全国・人間ネットワーク
- 宮崎放送：日曜 15:15 - 15:35

## 九代目林家正蔵の降板
スタート当初は「林家こぶ平の千客万来」だったが、「九代目林家正蔵」襲名に伴いタイトルを変更した。
だがパーソナリティの不祥事報道の煽りを受けて、2007年の5月から東海林のり子にバトンタッチする形で番組は実質上の打ち切り。唯一「トヨタ・話のピットイン 林家正蔵とゆかいな仲間たち」のタイトルで存続していた西日本放送も2007年6月29日の放送をもって打ち切りとなった。

## トヨタ・話のピットイン
西日本放送では、長年「トヨタ・ミュージック・ネットワーク」を放送していた（NRN単独加盟時代）が、綜合放送制作の「Saude! Marcia〜マルシアに乾杯!」のネットを開始。RNC TODAYを月曜 - 金曜17:15から放送していることもあり、JRN加盟後も事実上「トヨタ うわさの調査隊」を持ってこられなかったこともあり、このような対応となった。ただしCMのコマ数は現在の5コマ（当時は4コマ）に減ってしまう（「トヨタ・ミュージック・ネットワーク」当時は7コマ）。
ちなみにこの頃から「トヨタ・話のピットイン マルシアとゆかいな仲間たち」というタイトルで放送していたため、この局のみ、初代パーソナリティはマルシアという扱いになる。
しかし、この枠も2009年3月をもって撤廃となった。

## テーマ曲
- MALTA「明日に向かって」